# Meshkat (misil)
El Meshkat (persa: مشکات, que significa "linterna") es un misil de crucero de medio alcance construido por Irán.
El misil podrá dispararse desde tierra, aire y mar y tendrá un alcance de 2.000 kilómetros.
En 2015 se reveló un misil de crucero de largo alcance con el nombre de "Soumar", que posiblemente sea el tipo más maduro de Meshkat. No se mencionó el alcance del misil. El periódico Haaretz afirmó que el diseño se parece mucho al Kh-55 que Irán adquirió de Ucrania en 2001. Debido a las similitudes, los medios estiman un alcance de entre 2000 y 3000 km.